# Onthophagus taayai
Onthophagus taayai är en skalbaggsart som beskrevs av Masumoto 1995. Onthophagus taayai ingår i släktet Onthophagus och familjen bladhorningar. Inga underarter finns listade i Catalogue of Life.